# Universidade Bishop's
A Universidade Bishop's é uma pequena faculdade de artes liberais em Lennoxville, uma cidade de Sherbrooke, em Quebec, Canadá.